# 阿布都鲁甫·普拉提
阿布都鲁甫·普拉提（維吾爾語：ئابدۇروپ پولات‎，1950年11月1日—），笔名塔克拉玛干尼（‎），新疆喀什人，维吾尔族语言学家，中央民族大学教授、博士生导师。

## 生平
1950年11月1日，阿布都鲁甫·普拉提出生于新疆省喀什市。1966年，从喀什市维吾尔语高中毕业。1972年，考入中央民族学院少数民族语言文学系翻译专业。1975年，从中央民族学院毕业后留校在维吾尔语言文学系任教。
1978年至1982年，阿布都鲁甫到北京外国语学院进修阿拉伯语。1984年4月至1985年10月，赴伊拉克共和国，在巴格达、库法、纳杰夫、卡尔巴拉等地实习阿拉伯语。1986年9月至1988年7月，在北京大学学习波斯语。1991年，被评为北京市优秀教师。1992年10月，评为副教授。1995年，获得宝钢教育基金优秀教师奖。1996年10月至1997年7月，到埃及阿拉伯共和国首都开罗作访问学者，在开罗大学和爱资哈尔大学进修阿拉伯文学和伊斯兰教原理。1997年10月至2002年5月，到土耳其共和国安卡拉大学史地文学院当代突厥语言文学系攻读并获得文学博士学位。2004年9月，被升为教授。
阿布都鲁甫还曾担任中央民族大学硕士研究生导师，博士研究生导师，突厥语言室主任，维吾尔学研究所副所长等职务。

## 课程
阿布都鲁甫·普拉提先后开设并讲授有“维吾尔语研究”、“维吾尔文学”、“维吾尔文学研究”、“维吾尔语词汇学”、“翻译理论与实践”、“察哈台维吾尔语”、“察哈台维吾尔文学”、“纳瓦依作品研究”、“察哈台维吾尔语语法研究”、“察哈台维吾尔文献选读”、“土耳其语”、“阿拉伯语”等课程。2006年，其主讲的“察哈台维吾尔语”课程被评为“北京市级精品课程”。

## 著作
| 类型     | 年份        | 名称                       | 出版社             | ISBN          | 其他说明                                                         | 信息来源                |
| -------- | ----------- | -------------------------- | ------------------ | ------------- | ---------------------------------------------------------------- | ----------------------- |
| 学术著作 | 1986年      | 察哈台语                   | 喀什维吾尔文出版社 |               | 与哈米提·铁木尔合著，1989年荣获国家民委优秀科研成果三等奖        | [ 1 ] [ 2 ]             |
| 学术著作 | 1993年      | ‎ 察哈台维吾尔语研究文集    | 民族出版社         | 9787105017799 | 维吾尔文个人论文集                                               | [ 6 ] [ 1 ] [ 4 ] [ 2 ] |
| 学术著作 | 1995年      | 维吾尔语词汇学             | 喀什维吾尔文出版社 |               | 1996年获北京市优秀科研成果二等奖；1997年获全国优秀民族图书三等奖 | [ 1 ] [ 4 ] [ 2 ]       |
| 学术著作 | 2004年      | ‎ 察哈台维吾尔语通论        | 民族出版社         | 9787105061693 | 维吾尔文版                                                       | [ 1 ] [ 4 ] [ 2 ] [ 7 ] |
| 学术著作 | 2005年      | 维吾尔十二木卡姆原文歌词集 | 民族出版社         |               | “察哈台维吾尔语”课程教材                                         | [ 1 ] [ 4 ] [ 2 ]       |
| 学术著作 | 2009年      | 维吾尔十二木卡姆原文歌词集 | 中央民族大学出版社 | 9787811085167 | “察哈台维吾尔语”课程教材                                         | [ 8 ]                   |
| 学术著作 | 2007年      | ‎ 察哈台维吾尔语语法        | 民族出版社         | 9787105083732 | 维吾尔文版                                                       | [ 9 ] [ 2 ]             |
| 学术著作 | 2011年      | 维吾尔语词汇学与研究       | 民族出版社         | 9787105113750 |                                                                  | [ 10 ]                  |
| 学术著作 | 2014年      | ‎ 察哈台维吾尔语精论        | 喀什维吾尔文出版社 | 9787537325899 | 维吾尔文版                                                       | [ 11 ]                  |
| 学术著作 | 2016年      | ‎ 察哈台维吾尔语详解词典    | 民族出版社         | 9787105138869 | 维吾尔文版，与哈米提·铁木尔合著                                  | [ 12 ]                  |
| 学术著作 | 2017年      | 察哈台维吾尔语研究导论     | 民族出版社         | 9787105149025 |                                                                  | [ 13 ]                  |
| 翻译著作 | 1984年      | 宝物                       | 新疆青少年出版社   |               |                                                                  | [ 2 ]                   |
| 翻译著作 | 1988年      | 纳瓦依：两种语言之辨       | 民族出版社         |               | 维吾尔文版，与哈米提·铁木尔合译                                  | [ 1 ] [ 2 ]             |
| 翻译著作 | 1994年      | 天房的历史                 | 新疆人民出版社     |               |                                                                  | [ 4 ] [ 2 ]             |
| 翻译著作 | 2000年      | 马赫图姆库里诗集           | 人民文学出版社     | 9787020031092 | 与米娜瓦尔·艾比布拉合译                                          | [ 4 ] [ 2 ] [ 14 ]      |
| 翻译著作 | 2003年      | 古兰经第三十章释义         |                    |               | 出版于沙特吉达                                                   | [ 4 ] [ 2 ]             |
| 文学创作 | 1989年      | 不识货的顾客               | 民族出版社         |               |                                                                  | [ 4 ] [ 2 ]             |
| 文学创作 | 1996-1997年 | 维吾尔人的爱毕佳           | 不適用             | 不適用        | 《新疆文化》杂志连载                                             | [ 4 ] [ 2 ]             |